# La Nouvelle Revue d'Histoire
La Nouvelle Revue d'Histoire is de naam van een tweemaandelijks verschijnend Frans historisch tijdschrift.
Het eerste nummer verscheen in de zomer van 2002 en de drijvende kracht achter het blad was tot zijn dood in mei 2013 de Franse historicus en schrijver Dominique Venner.
In het verleden publiceerden onder meer Maurice Allais, Anne Bernet, Aymeric Chauprade, Philippe Conrad, Stéphane Courtois, Alain Decaux, Maurice Druon, Jean Favier, Max Gallo, Emilio Gentile, Emmanuel Le Roy Ladurie, Bernard Lugan, Jean Mabire, Ernst Nolte en René Rémond.